# Alibeyköy SK
Alibeyköy Spor Kulübü ist ein türkischer Fußballverein aus Istanbul. Ihre Heimspiele tragen die Blau-Orangen im Alibeyköy-Stadion aus. Der Verein war Gründungsmitglied der höchsten türkischen Spielklasse und spielte in den 1950er und 1960er Jahren insgesamt zwei Spielzeiten in der Süper Lig. In der Ewigen Tabelle der Süper Lig liegt der Verein auf dem 61. Platz.

## Geschichte

### Gründung
Alibeyköy SK wurde 1946 unter dem Namen Adalet Mensucat Gençlik Kulübü und den Vereinsfarben Rot-Weiß in Istanbul als Betriebssportmannschaft der gleichnamigen Textilfabrik gegründet.

### Teilnahme an der Istanbuler Profiliga
Bis zum Sommer 1952 nahm Adalet GK an der İstanbul İkinci Küme (dt.: Zweite Istanbuler Liga) teil, in der sich u. a. auch Vereine wie Eyüpspor, Beyoğluspor, İstanbulspor, Kasımpaşa Istanbul, Topkapı Istanbul, Rami SK und Taksim SK befanden. Erst im Frühjahr wurde der Fußball in Istanbul reformiert und die bisherige İstanbul Futbol Ligi (dt.: Istanbuler Fußballliga) in die İstanbul Profesyonel Ligi (dt.: Istanbuler Profiliga) überführt. In der ersten Saison dieser Spielzeit, die zum Sommer 1952 endete, stieg der Klub Emniyet SK ab. Stattdessen beschloss der türkische Fußballverband, aus der 2. Istanbuler Liga entweder Adalet SK oder Beyoğluspor in die Istanbuler Profiliga aufzunehmen. Den Aufsteiger sollten beide Mannschaften in zwei Relegationsspielen, in denen beiden Teams zweimal aufeinandertreffen sollten, untereinander ausspielen. Schließlich wurde die Liga zur neuen Saison von acht Mannschaften auf zehn erweitert. So blieb Emniyet SK der Liga erhalten und die beiden Vereine Adalet SK und Beyoğluspor wurden zusätzlich in die Liga aufgenommen.
Ab 1952 nahm der Verein an der damals angesehensten Liga der Türkei, der regional ausgetragenen İstanbul Profesyonel Ligi, teil. Hier zählte man bis zur Neueinführung der landesweit ausgetragenen höchsten Spielklasse, der heutigen Süper Lig, zu den ständigen Mitgliedern der Liga. In der Süper Lig spielte der Verein zwei Jahre lang und war bis zu dieser Zeit eine feste Größe im damaligen türkischen Fußball. Mit Necmi Onarıcı und Erol Keskin stellt der Verein zwei Nationalspieler, die zum Kader der Türkischen Nationalmannschaft während der Fußball-Weltmeisterschaft 1954 zählten. Im Sommer 1960 stieg man in die zweithöchste Spielklasse, die heutige TFF 1. Lig, ab. Verstärkt durch die Gründung zahlreicher anatolischer Mannschaften, die regional zunehmend erstarkten, verlor der Klub an Bedeutung. Nachdem Adalet SK 1965 in die 3. Liga abstieg, geriet er vollends in Vergessenheit und wurde 1969 geschlossen.
1971 kaufte der Verein Alibeyköy SK die Wettbewerbs- und Namensrechte von Adalet SK und spielte unter dem neuen Namen und den neuen Vereinsfarben Blau-Orange bis zum Sommer 1980. 1980 stieg der Verein in die zweithöchste Spielklasse, die heutige TFF 1. Lig, auf. Diesen Aufstieg nahmen die Verantwortlichen zum Anlass und änderten den Vereinsnamen in Alibeyköy SK.

## Neuzeit
Seit dem Abstieg im Sommer 2010 von der TFF 3. Lig spielt der Verein in der fünftklassigen Amateurliga, der Bölgesel Amatör Lig.

Einige ältere Vereinslogos vor der Namensänderung in Alibeyköy SK.

## Trainer
- László Székely (1957–1958)

## Spieler
- Oktay Delibalta
- Mehmet Ali Has
- Erol Keskin
- Necmi Onarıcı
- Gökhan Süzen